# Betsy DeVos

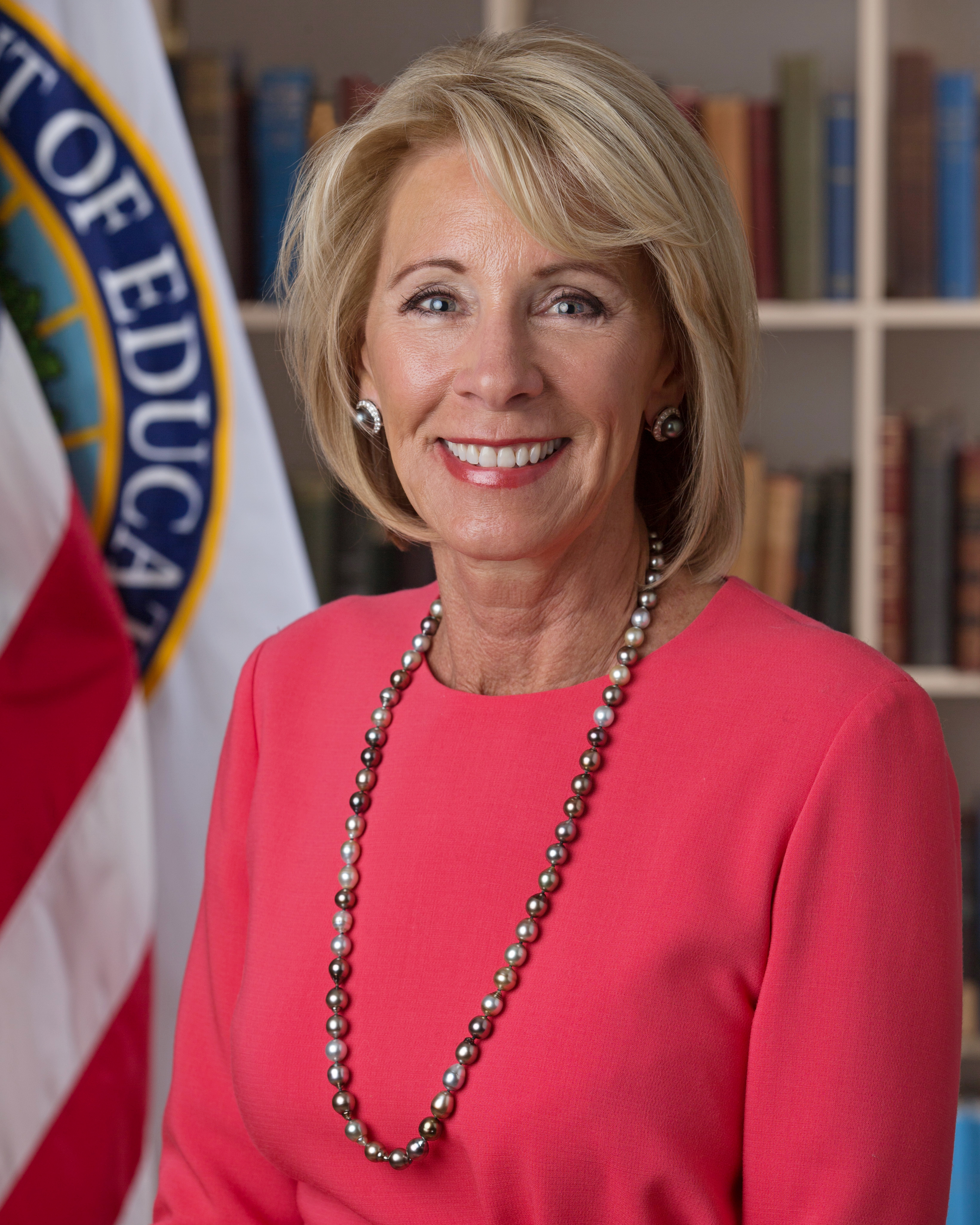
Betsy DeVos (2017)

Elisabeth „Betsy“ DeVos (* 8. Januar 1958 in Holland, Michigan, als Elisabeth Prince) ist eine US-amerikanische Politikerin (Republikanische Partei). Vom 7. Februar 2017 bis zum 8. Januar 2021 war sie Bildungsministerin der Vereinigten Staaten in der Regierung von Präsident Donald Trump. Zuvor war sie Unternehmerin und Bildungsaktivistin in Michigan.

## Leben
Betsy DeVos ist die Tochter und eines von vier Kindern von Edgar Prince und Elsa Prince Broekhuizen (geborene Zwiep). Ihr Vater war der Gründer der Prince Corporation, eines Automobilzulieferers in Holland, Michigan (1996 von Johnson Controls übernommen). Ihr Bruder Erik Prince gründete Blackwater USA. Betsy DeVos absolvierte die Holland Christian High School und das Calvin College in Grand Rapids, das sie mit einem Bachelor of Business Administration und Political Science (Politikwissenschaft) abschloss.
In den 1980er Jahren heiratete sie Richard „Dick“ DeVos jr., den Sohn des Amway-Mitbegründers und Miteigentümers Richard DeVos sr. Das Paar hat zwei Töchter und zwei Söhne.
Das Vermögen des Ehepaars Richard und Betsy DeVos wird auf 5,1 Milliarden US-Dollar geschätzt.

## Aktivitäten
Sie ist Mitglied in vielen Vorständen und war einige Jahre Vorsitzende der Republikaner in Michigan. Sie ist die Vorsitzende der in Unternehmensbeteiligungen investierenden Windquest-Gruppe, der Dick and Betsy DeVos Family Foundation und der American Federation for Children.
Außerdem ist sie Vorstandsmitglied des DeVos Institute for Arts Management am Kennedy Center.
Sie unterstützte vor der Präsidentschaftswahl 2016 lange Zeit Jeb Bush.
Am 23. November 2016 nominierte der designierte US-Präsident Donald Trump sie als Bildungsministerin seines Kabinetts.
Am 7. Februar 2017 bestätigte der US-Senat ihre Nominierung mit 51:50 Stimmen. Da die republikanischen Senatorinnen Susan Collins und Lisa Murkowski gegen DeVos votiert hatten, war es zu einer Pattsituation gekommen. In einem solchen Fall entscheidet die Stimme des Vizepräsidenten der USA, zu diesem Zeitpunkt Mike Pence, der zugleich Vorsitzender des Senats ist. Es war das erste Mal in der Geschichte der Vereinigten Staaten, dass ein Kabinettsmitglied durch die Stimme des Vizepräsidenten in sein Amt gewählt wurde. Infolge des Sturms auf das Kapitol in Washington 2021 erklärte DeVos am 7. Januar 2021 den Rücktritt von ihrem Amt mit Wirkung zum 8. Januar.
DeVos hat ca. 200 Millionen Dollar an verschiedene Senatoren gespendet.
DeVos hat 100 Millionen Dollar in das gescheiterte Laborunternehmen Theranos von Elizabeth Holmes investiert.

## Politische Positionen
Betsy DeVos kämpft für eine deutliche Ausweitung der staatlichen Finanzierung von Privatschulen mittels Bildungsgutscheinen. Sie nannte Ende 2016 den gegenwärtigen Status „nicht akzeptabel“ und äußerte, sie wolle auch weniger vermögenden Eltern ermöglichen, ihre Kinder auf Privatschulen zu schicken. Tatsächlich verschärften dahingehende Maßnahmen das Problem, dass viele Schüler nach Abschluss ihres Colleges hoch verschuldet sind. Die Pläne wurden von der Lehrergewerkschaft NEA (National Education Association) scharf kritisiert als Versuch, Bildung weiter zu entprofessionalisieren und zu privatisieren. Hintergrund ist ein Grundsatzkonflikt, bei dem die privaten und öffentlichen Schulen um Einfluss und Förderung ringen.
2022 sprach sie sich rückblickend dafür aus, das nationale Bildungsministerium abzuschaffen.